# 高橋洋二
高橋 洋二（たかはし ようじ 1961年9月18日 - ）は放送作家、ライター。

## 人物
神奈川県出身。神奈川県立鶴嶺高等学校卒業。法政大学経済学部中退。大学では映画研究会に所属。1982年開始の『タモリ倶楽部』に出演する景山民夫を観て放送作家の仕事に関心を持つ。映画研究会のメンバーとよく通っていた新宿ゴールデン街のスナックでシティボーイズの知り合いの常連客と出会ったことから、シティボーイズのブレーンだった宮沢章夫に弟子入りするような形となり、在学中の1984年に『吉田照美のてるてるワイド』（文化放送）で放送作家デビュー。
『タモリ倶楽部』に参加するようになってからは、山田五郎や井筒和幸のテレビタレントデビューのきっかけを作った。
後に爆笑問題の番組に多く携わる。そのことで放送作家業界では爆笑問題派の1人として君臨している。『ボキャブラ天国』での爆笑問題のキャッチコピー「不発の核弾頭」を考案した。
ライターとしても活動しており、『TVブロス』（東京ニュース通信社）などにコラムを執筆。また、ナンシー関とともに『ホットドッグ・プレス』（講談社）の読者投稿欄「ぱっくんぷれす」を担当していたこともある。
夫人はイラストレーター・ライターの篠崎真紀。
映画鑑賞を趣味としており、年間200本近い映画を観賞しているという。

## 主な担当番組

### 爆笑問題
現在
- サンデージャポン（TBSテレビ）
- 空飛ぶ!爆チュー問題（フジテレビONE）

ラジオ
- 火曜JUNK「爆笑問題カーボーイ」（TBSラジオ）

過去
- 号外!!爆笑大問題シリーズ（札幌テレビ）
- 大爆笑問題（テレビ東京）
- 対爆笑問題（テレビ東京）
- クイズ!爆笑難問題シリーズ（テレビ東京）
- ザ・ジャッジ! 〜得する法律ファイル（フジテレビ）
- スパスパ人間学!（TBSテレビ）
- 爆笑問題のススメ（札幌テレビ）
- 爆笑問題の楽しい地球（フジテレビ）
- 爆笑問題のバク天!（TBSテレビ）
- ハッピーボーイズアワー爆笑おすピー問題!（フジテレビ）
- ポンキッキーズ（フジテレビ）
- ポンキッキーズ21（フジテレビ）
- スタ☆メン（フジテレビ・関西テレビ）
- 太田光の私が総理大臣になったら…秘書田中。（日本テレビ）

### 爆笑問題以外
現在
- タモリ倶楽部（テレビ朝日）
- FNS5000番組10万人総出演 がんばった大賞（フジテレビ）

過去
- タモリのボキャブラ天国（フジテレビ）
- ビートたけしのつくり方（フジテレビ）
- 感じるジャッカル（フジテレビ）
- ねこの穴（テレビ東京）
- 全国高等学校クイズ選手権（日本テレビ、第22回 - 第24回）

ラジオ
- ぱぱらナイト（文化放送）
- 木曜JUNK「アンタッチャブルのシカゴマンゴ」（TBSラジオ）
- LINDA!〜今夜はあなたをねらい撃ち〜 （TBSラジオ）

など。

## 舞台・ライブ演出
- WAHAHA本舗公演
- タイタン・ライブ
- 渚ようこリサイタル

など。

## 著書
- 10点さしあげる―テレビぶらぶら観察記録 大栄出版 1996.4
- ヴィンテージ・ギャグの世界―国民の心をつかんだあの一瞬 ナンシー関,高橋洋二（著・監修）徳間書店 1997.3
- 淀川長治責任編集　フィルムメーカーズ(2) 北野武　キネマ旬報社　1998.2 - 共著
- EXPO70伝説 日本万国博覧会アンオフィシャル・ガイドブック　メディアワークス　1999.8 - 共著
- オールバックの放送作家―その生活と意見― 国書刊行会 2009.5